# Mount Bayonne
Mount Bayonne är ett berg i Antarktis. Det ligger i Västantarktis. Argentina, Chile och Storbritannien gör anspråk på området. Toppen på Mount Bayonne är 1 500 meter över havet.
Terrängen runt Mount Bayonne är kuperad åt nordväst, men åt sydost är den bergig. Trakten är obefolkad. Det finns inga samhällen i närheten.